# Maksim Vengerov
Maksim Aleksandrovitj Vengerov, född 20 augusti 1974 i Sovjetunionen, är en violinist, violast och dirigent.